# Nicolas Viola
Benito Nicolas Viola (Oppido Mamertina, 12 ottobre 1989) è un calciatore italiano, centrocampista svincolato.

## Biografia
Anche suo fratello minore Alessio è un calciatore, di ruolo attaccante.
Il 9 novembre 2023, ha conseguito a Roma la laurea triennale in Psicologia, discutendo la tesi sul «Ruolo dell’empatia nello sviluppo socio-emotivo: analisi di alcuni contributi empirici».

## Caratteristiche tecniche
È un centrocampista mancino, abile tecnicamente, può essere impiegato anche come trequartista, mediano e mezzala. Nel 4-4-2 gioca da centrocampista arretrato. Si dimostra inoltre, un ottimo rigorista, ha messo a segno 26 penalty su 28 calciati.

## Carriera

### Club

#### Le giovanili alla Reggina
Cresciuto nella Reggina, è stato capitano della Primavera con cui, nel campionato 2006-2007, ha segnato 10 gol, tra cui uno al Milan nei quarti di finale della Final-Eight dello stesso campionato. Dopo aver partecipato anche a due edizioni del Torneo di Viareggio, entra a far parte della rosa della prima squadra amaranto nell'estate 2007, prendendo parte al ritiro estivo ed al torneo internazionale di Chicago.

#### Reggina
Ha esordito con la maglia della prima squadra in Inter-Reggina (3-0) del 17 gennaio 2008, giocando titolare nell'incontro valido per il ritorno degli ottavi di finale di Coppa Italia.
Nella stagione successiva, dopo altre 2 partite di Coppa Italia giocate a settembre e novembre, debutta in Serie A l'11 gennaio 2009 in Reggina-Lazio (2-3), entrando al 56' al posto di Luca Tognozzi nell'incontro della 18ª giornata di campionato.
Dopo altre 3 presenze in massima serie da subentrato, gioca per la prima volta da titolare nella massima serie il 31 maggio nella partita pareggiata in casa per 1-1 contro il Siena e valida per l'ultima giornata di campionato; viene sostituito al 69' da suo fratello Alessio. Il suo primo gol con la maglia amaranto lo segna il 24 agosto 2009 nel posticipo della prima giornata della Serie B, Cesena-Reggina (0-1), decisiva ai fini della vittoria. Chiude la stagione con un'altra rete al Grosseto nella 41ª giornata di campionato, per un complessivo di 13 presenze; a queste si aggiunge un gettone in Coppa Italia.
La stagione 2010-2011 è la sua prima da titolare. Sotto la guida di Gianluca Atzori viene schierato con grande continuità e il 9 novembre 2010, in occasione della gara Cittadella-Reggina (1-2), sigla la sua prima doppietta in carriera grazie ai due rigori concessi alla squadra amaranto. Chiude la stagione con 31 presenze in campionato, una nei play-off e un'altra in Coppa Italia. Le reti sono 5, tutte in campionato, che gli fanno determinare il record personale di marcature in una stagione. Il 26 luglio rinnova il suo contratto con il club calabrese fino al 2015, e viene confermato anche da Roberto Breda per la stagione 2011-2012.
Il 30 gennaio 2012 il Palermo lo acquista con la formula della compartecipazione; la società siciliana decide comunque di lasciare il calciatore in prestito alla Reggina fino al termine della stagione. La trattativa per il trasferimento in Sicilia è nata il 23 dicembre 2011 e il giocatore è stato visionato in DVD dal presidente rosanero Maurizio Zamparini, che aveva ufficiosamente annunciato l'ingaggio il 25 gennaio seguito due giorni dopo dal massimo dirigente amaranto, Lillo Foti. Chiude la stagione in amaranto con 22 presenze e 6 gol in campionato più 2 presenze in Coppa Italia.

#### Palermo
Il 22 giugno 2012 Reggina e Palermo si accordano per il rinnovo della compartecipazione, col giocatore che passa a giocare coi rosanero. Il debutto con la maglia rosanero avviene l'8 settembre 2012 nel Campionato Primavera, giocando titolare la partita contro il Catania valida per la terza giornata conclusasi sullo 0-0. L'esordio in prima squadra arriva invece in Bologna-Palermo (3-0) della 13ª giornata disputata il 18 novembre seguente, entrando in campo al 74' al posto di Josip Iličič.
La prima partita da titolare la disputa invece il 27 novembre, in Palermo-Hellas Verona (1-2) del quarto turno di Coppa Italia, sempre sotto la guida tecnica di Gian Piero Gasperini. Il tecnico Alberto Malesani, invece, non lo schiera mai, mentre Giuseppe Sannino, tornato sulla panchina della squadra nel finale di stagione, lo utilizza nella 23ª giornata (cioè la nuova "prima" partita), nella 37ª giornata in cui viene sancita la retrocessione dei rosanero (precisamente il 12 maggio 2013 dopo la sconfitta esterna per 1-0 contro la Fiorentina) e nell'ultima gara di campionato, che è l'unica da titolare nel torneo.

#### Ternana
Il 20 giugno viene rinnovata la compartecipazione fra Palermo e Reggina. Non viene convocato per il ritiro estivo in vista della stagione 2013-2014. Il 1º agosto 2013 la Reggina cede alla Ternana la metà del cartellino in suo possesso, e il Palermo cede sempre alla Ternana, in prestito, il diritto alle prestazioni sportive: il giocatore quindi diventa in compartecipazione fra Palermo e Ternana. Debutta in maglia rossoverde nella prima partita utile, cioè il secondo turno di Coppa Italia persa per 4-2 in casa contro il Lecce e disputata l'11 agosto 2013, giocando titolare e colpendo una traversa.
La prima rete in campionato la realizza contro il Padova (1-1 il finale), su calcio di punizione. Conclude la stagione con 26 presenze e una rete. Il 20 giugno 2014 Ternana e Palermo rinnovano la compartecipazione del giocatore, che rimane in prestito agli umbri. Realizza la prima rete durante la prima giornata contro il Crotone su un bellissimo calcio di punizione e sempre su calcio di punizione segnerà alla settima giornata contro l'Avellino e si ripeterà su calcio di rigore all'ultima giornata contro il Varese, concludendo una buonissima stagione con 39 presenze e 3 reti realizzate.

#### Novara
Il 25 giugno 2015, data ultima per la scadenza delle comproprietà, il Palermo riscatta l'intero cartellino del giocatore. Il 30 luglio dello stesso anno, rescinde il proprio contratto con il Palermo rimanendo così svincolato. Due giorni dopo viene tesserato dal Novara. Il 9 agosto 2015 gioca la sua prima partita ufficiale valevole per il secondo turno di Coppa Italia 2015-2016: nella goleada che il Novara infligge a L'Aquila (5-0), entrato nel secondo tempo va subito in gol su punizione.

#### Benevento
Il 31 gennaio 2017 passa a titolo definitivo al Benevento, con cui conquista la promozione in Serie A attraverso i playoff. Segna la sua prima rete in Serie A il 18 febbraio 2018, nella gara Benevento-Crotone terminata 3-2. Il 6 dicembre 2019 realizza la sua prima tripletta in carriera nella partita vinta per 5-0 in casa contro il Trapani.

#### Bologna
Dopo alcuni mesi da svincolato, il 20 ottobre 2021 firma per il Bologna. Fa il suo debutto con la maglia rossoblù il 21 novembre 2021, in occasione della gara persa 0-1 contro il Venezia allo Stadio Dall'Ara. Saranno 6 le partite giocate in Serie A in questa stagione.

#### Cagliari
Il 2 luglio 2022, Viola si lega con un contratto biennale al Cagliari, neo-retrocesso in Serie B. Il 5 agosto, all'esordio con i sardi, segna il gol del definitivo successo per 3-2 sul Perugia in Coppa Italia. Il 5 novembre segna la prima rete in campionato, trasformando il calcio di rigore del momentaneo vantaggio in casa del Südtirol, incontro poi concluso sul 2-2. Lungo la stagione 2022-2023, contribuisce al ritorno immediato in massima serie dei sardi, ottenuto grazie al successo sul Bari nella finale dei play-off.
Il 22 ottobre 2023, trova il primo gol in Serie A con la maglia dei rossoblù nel pareggio per 2-2 in casa della Salernitana. Nella stagione 2023-2024, contribuisce alla salvezza diretta dei sardi.
Il 15 luglio 2024, rinnova il proprio contratto con il club sardo per un'altra stagione, con opzione per un'ulteriore annata. Il 20 ottobre seguente, segna su calcio di punizione il gol che apre le marcature della vittoria casalinga per 3-2 sul Torino. Il 26 giugno 2025, il presidente del Cagliari, Tommaso Giulini, ha annunciato che Viola avrebbe lasciato il club al termine dell'annata, alla scadenza naturale del proprio contratto.

### Nazionale
Il 15 novembre 2007 è stato convocato nella Nazionale Under-19, segnando un gol nella partita di qualificazione all'Europeo di categoria contro la Croazia.

## Statistiche

### Presenze e reti nei club
Statistiche aggiornate al 23 maggio 2025.
| Stagione         | Squadra          | Campionato       | Campionato | Campionato | Coppe nazionali | Coppe nazionali | Coppe nazionali | Coppe continentali | Coppe continentali | Coppe continentali | Altre coppe | Altre coppe | Altre coppe | Totale | Totale |
| Stagione         | Squadra          | Comp             | Pres       | Reti       | Comp            | Pres            | Reti            | Comp               | Pres               | Reti               | Comp        | Pres        | Reti        | Pres   | Reti   |
| ---------------- | ---------------- | ---------------- | ---------- | ---------- | --------------- | --------------- | --------------- | ------------------ | ------------------ | ------------------ | ----------- | ----------- | ----------- | ------ | ------ |
| 2007-2008        | Reggina          | A                | 0          | 0          | CI              | 1               | 0               | -                  | -                  | -                  | -           | -           | -           | 1      | 0      |
| 2008-2009        | Reggina          | A                | 5          | 0          | CI              | 2               | 0               | -                  | -                  | -                  | -           | -           | -           | 7      | 0      |
| 2009-2010        | Reggina          | B                | 9          | 2          | CI              | 1               | 0               | -                  | -                  | -                  | -           | -           | -           | 10     | 2      |
| 2010-2011        | Reggina          | B                | 31+1       | 5+0        | CI              | 1               | 0               | -                  | -                  | -                  | -           | -           | -           | 33     | 5      |
| 2011-2012        | Reggina          | B                | 22         | 6          | CI              | 1               | 0               | -                  | -                  | -                  | -           | -           | -           | 23     | 6      |
| Totale Reggina   | Totale Reggina   | Totale Reggina   | 67+1       | 13         |                 | 6               | 0               |                    | -                  | -                  |             | -           | -           | 74     | 13     |
| 2012-2013        | Palermo          | A                | 6          | 0          | CI              | 1               | 0               | -                  | -                  | -                  | -           | -           | -           | 7      | 0      |
| 2013-2014        | Ternana          | B                | 25         | 1          | CI              | 1               | 0               | -                  | -                  | -                  | -           | -           | -           | 26     | 1      |
| 2014-2015        | Ternana          | B                | 39         | 3          | CI              | 2               | 0               | -                  | -                  | -                  | -           | -           | -           | 41     | 3      |
| Totale Ternana   | Totale Ternana   | Totale Ternana   | 64         | 4          |                 | 3               | 0               |                    | -                  | -                  |             | -           | -           | 67     | 4      |
| 2015-2016        | Novara           | B                | 37+2       | 3+0        | CI              | 2               | 1               | -                  | -                  | -                  | -           | -           | -           | 41     | 4      |
| 2016-gen. 2017   | Novara           | B                | 21         | 3          | CI              | 2               | 0               | -                  | -                  | -                  | -           | -           | -           | 23     | 3      |
| Totale Novara    | Totale Novara    | Totale Novara    | 58+2       | 6          |                 | 4               | 1               |                    | -                  | -                  |             | -           | -           | 64     | 7      |
| gen.-giu. 2017   | Benevento        | B                | 14+5       | 0          | CI              | -               | -               | -                  | -                  | -                  | -           | -           | -           | 19     | 0      |
| 2017-2018        | Benevento        | A                | 24         | 2          | CI              | 1               | 0               | -                  | -                  | -                  | -           | -           | -           | 25     | 2      |
| 2018-2019        | Benevento        | B                | 24+2       | 5+0        | CI              | 2               | 1               | -                  | -                  | -                  | -           | -           | -           | 28     | 6      |
| 2019-2020        | Benevento        | B                | 27         | 9          | CI              | 1               | 1               | -                  | -                  | -                  | -           | -           | -           | 28     | 10     |
| 2020-2021        | Benevento        | A                | 17         | 5          | CI              | 1               | 0               | -                  | -                  | -                  | -           | -           | -           | 18     | 5      |
| Totale Benevento | Totale Benevento | Totale Benevento | 106+7      | 21         |                 | 5               | 2               |                    | -                  | -                  |             | -           | -           | 118    | 23     |
| ott. 2021-2022   | Bologna          | A                | 6          | 0          | CI              | -               | -               | -                  | -                  | -                  | -           | -           | -           | 6      | 0      |
| 2022-2023        | Cagliari         | B                | 16+3       | 1+0        | CI              | 2               | 1               | -                  | -                  | -                  | -           | -           | -           | 21     | 2      |
| 2023-2024        | Cagliari         | A                | 26         | 5          | CI              | 2               | 1               | -                  | -                  | -                  | -           | -           | -           | 28     | 6      |
| 2024-2025        | Cagliari         | A                | 27         | 3          | CI              | 1               | 0               | -                  | -                  | -                  | -           | -           | -           | 28     | 3      |
| Totale Cagliari  | Totale Cagliari  | Totale Cagliari  | 69+3       | 9          |                 | 5               | 2               |                    | -                  | -                  |             | -           | -           | 77     | 11     |
| Totale carriera  | Totale carriera  | Totale carriera  | 376+13     | 53         |                 | 24              | 5               |                    | -                  | -                  |             | -           | -           | 413    | 58     |

## Palmarès

### Club
- Campionato italiano di Serie B: 1

Benevento: 2019-2020